# Cá bống mú
Cá bống mú là một loài cá sống ở môi trường nước lợ và nước mặn. Ở Việt Nam, là loài thủy sản ở vùng biển phía nam, cá phân bố dọc theo bờ biển từ Nam Trung bộ đến Hà Tiên, Phú Quốc.

## Đặc điểm
Là loài cá có kích cỡ vừa, thường nặng gần 1 kg/con, nhưng cũng có con nặng trên 10 kg, trung bình mỗi con nặng từ vài ba kg trở lên. Cá bống mú nhỏ từ 0,7 kg đến 1 kg/con cá mú biển con to từ 1,5 kg trở lên. Đặc biệt, có con nặng tới 250 kg.
Cá bống mú có thịt ngon, dai, chắc và ngọt và bổ dưỡng có tác dụng giải nhiệt, giàu khoáng chất như calcium, phosphor, sắt, vitamin... có tác dụng bổ trung ích khí, ngừa cholesterol trong máu và nhất là tốt cho da.
Thức ăn cho bống mú trong môi trường nuôi nhốt là cá phân (một loại cá nhỏ), cá ít bị bệnh Cá bống mú có hai loại: cá mú đỏ, và mú đen.

## Nuôi trồng
Là một loài thủy sản nuôi trồng có giá trị kinh tế ở Việt Nam loại cá này thuộc dạng dễ nuôi nhưng quá trình chăm sóc cũng rất công phu. Ngoài thức ăn cho cá bống mú là cá phân, cứ 15 ngày là phải thay nước ao nuôi theo qui cách bơm ra ngoài khoảng phân nửa nước hiện có trong ao, rồi bơm nước mới từ bên ngoài vào ao với thể tích tương đương như vậy mới thích nghi được cho cá. Cá dễ nuôi, tỷ lệ sống trên 90%, cá lớn nhanh, sau 10 - 12 tháng thả nuôi cá đạt trọng lượng 1 - 1,5 kg/con.
Giá cá bống mú (năm 2008) trên thị trường là 150 nghìn đồng/kg. Giá cá con trung bình một con là 10 nghìn đồng mà sáu con như vậy mới được 100g. Cá bống mú lớn 600g trở lên bán cho lái Hồng Kông, 300 – 400g bán lại với giá rẻ Ở vùng Bình Thuận, có hộ sản xuất mỗi ngày, làng bè tiêu thụ trung bình 5 tấn cá tươi làm mồi nuôi cá bống mú, nguồn cá từ Bình Thuận, Phan Thiết, Phú Quý, Hàm Tân, Vũng Tàu, Quảng Nam... cung cấp. Các loại cá nhỏ làm mắm trước chỉ 1 nghìn đ/kg, nay đã lên đến 6 nghìn đ/kg
Cá bống mú được chế biến thành nhiều món ăn ngon như Cá bống mú hấp xì dầu Cháo cá bống mú là một trong những món điểm tâm độc đáo Cá bống mú chưng tương cuốn bánh tráng cá bống mú chiên giòn Cá bống mú đỏ hấp với nấm khô và xốt rượu cá bống mú hấp kiểu Hồng Kông Cá bống mú chưng chanh muối.....